# سیارک ۶۵۱۰۰
سیارک ۶۵۱۰۰ (به انگلیسی: 65100 Birtwhistle، نامگذاری:2002CR15) شصت و پنج هزار و صدمین سیارک کشف شده‌است که در ۸ فوریه ۲۰۰۲ کشف شد.